# Itaim Bibi (bairro)
Itaim Bibi é um bairro nobre situado na Zona Oeste do município de São Paulo no distrito de mesmo nome, administrado pela Subprefeitura de Pinheiros. Popularmente e em algumas reportagens a região é erroneamente considerada como pertencente à Zona Sul, porém é administrada pela Subprefeitura de Pinheiros, sendo oficialmente integrada à Zona Oeste. A mudança de região geográfica ocorreu em 2002, na gestão Marta Suplicy, até então fazia parte da Zona Centro-Sul (Zona Sul), sendo administrado pela Subprefeitura de Santo Amaro.
Compreende a área formada pelas avenidas Juscelino Kubitschek, São Gabriel, 9 de Julho e Brigadeiro Faria Lima, apesar de ser comum incluir o bairro Chácara Itaim e chamá-lo também de Itaim Bibi. Limita-se com os bairros de Vila Nova Conceição, Vila Olímpia, Jardim Europa, Ibirapuera e Jardim Paulistano.

## História

### Etimologia
Bibi (bebê) era como as escravas chamavam o filho do médico Leopoldo Couto Magalhães, dono da Chácara Itaí, que cresceu e virou o "Seu Bibi". A palavra Bibi viria a acompanhar o nome do bairro, antes chamado Rio das Pedras. A Rua Renato Paes de Barros se chamava Rua Bibi, em sua homenagem.
Sua história  começou em 1896, quando o general José Vieira Couto de Magalhães adquiriu uma extensão de 120 alqueires, que era propriedade de Bento Ribeiro dos Santos Camargo. Essas terras não tinham muito valor, pois eram inundáveis; sua função era meramente recreativa, para caça e pesca, e abrigava árvores frutíferas (principalmente jabuticabeiras). Embora não tenha se casado, o general teve um filho, José Couto de Magalhães, com uma índia do Pará. Em 1898, com a morte do general, seu filho herdou o local, conhecido como Chácara do Itahy ("pedra pequena", em tupi). Em 1907, Leopoldo Couto de Magalhães, irmão do general, comprou as terras por 30 contos de réis, fixando residência no lugar.
Originalmente, a região era habitada por povos indígenas que utilizavam as proximidades dos rios Pinheiros e Tietê para pesca e agricultura, antes da chegada dos colonizadores europeus. Durante o período colonial, a área foi dividida em sesmarias, grandes lotes de terra doados pela Coroa Portuguesa.
No século XIX, a região começou a se transformar com a expansão das atividades agrícolas, dominada por grandes propriedades rurais que pertenciam a famílias tradicionais paulistas, utilizadas principalmente para o cultivo de café, cana-de-açúcar e pecuária. A urbanização do Itaim Bibi ganhou força no início do século XX, com o loteamento de fazendas como a Chácara Itaim, de propriedade da família Matarazzo. Este processo foi impulsionado pela presença de imigrantes europeus, especialmente italianos e portugueses, que trouxeram novas influências culturais e arquitetônicas. A rua João Cachoeira leva o nome de um agregado da família que vivia cantando e contando causos por ali. A sede da chácara propriamente dita, hoje conhecida como Casa Bandeirista do Itaim, está localizada no início da atual rua Iguatemi. Tombada pelo Patrimônio Histórico, foi, porém, destruída pelos seus atuais proprietários. Antigamente era, durante vários anos, foi um sanatório (Casa de Saúde Bela Vista), fundado em 1927 pelo médico Brasílio Marcondes Machado, onde doentes mentais ou dependentes químicos de famílias abastadas se tratavam.
Com o falecimento de Leopoldo, o local foi dividido entre seus herdeiros. Leopoldo Couto Magalhães Júnior, também 'Bibi', que era conhecido por possuir um dos primeiros automóveis da região e pelo hábito de usar boné de bico, continuou residindo na casa até a segunda metade da década de 1920. O filho de Bibi, Arnaldo Couto de Magalhães foi responsável pelo loteamento da chácara. Na década de 1920, surgiram pequenos sítios de um hectare, vendidos a italianos vindos da Bela Vista/Bixiga, um bairro central. Eles produziam verduras e legumes para o abastecimento local e dos bairros vizinhos.
As terras foram vendidas e revendidas entre a década de 1920 e a década de 1950 e, com a ocupação da várzea próxima ao Rio Pinheiros, propiciou atividade a barqueiros, olarias e portos de areia, que forneciam tijolos e telhas para construções. Para diferenciá-lo do Itaim Paulista um subúrbio de São Paulo, depois da Penha de França, os moradores da região passaram a referir o local como os “terrenos do Bibi”. Hoje em dia, a antiga Rua do Porto é denominada de Rua Leopoldo Couto de Magalhães Júnior.
Até a década de 1930, a ocupação populacional do Itaim Bibi se restringiu ao quadrilátero formado entre o Rio Pinheiros e as atuais avenidas Nove de Julho, São Gabriel que era estreita e chamava-se Rua Ana Neri e a Juscelino Kubitschek. Após os anos 1950, o bairro passou a enfrentar um grande crescimento, causando o desaparecimento de chácaras e sítios.
Mas no seu início e até os anos 1960–1970, era um bairro das empregadas, dos motoristas, verdureiros e pequenos comerciantes em geral. O núcleo inicial do bairro se modificou progressivamente. O comércio ampliou-se e deixou de servir somente os bairros vizinhos, passando a atender também outras áreas, fazendo com que o bairro perdesse sua característica popular, tornando-se uma região abastada e desenvolvida.

## Atualidade
Hoje, o Itaim Bibi é conhecido por sua infraestrutura moderna e abriga sedes de grandes empresas nacionais e internacionais, consolidando-se como um centro cultural e gastronômico com uma vasta oferta de restaurantes, bares e centros de entretenimento.
Geograficamente, o Itaim Bibi está situado em uma região de relevo plano, com uma altitude média de cerca de 770 metros acima do nível do mar. Apesar de sua intensa urbanização, o bairro conta com áreas verdes importantes, como o Parque do Povo, que oferece um refúgio de lazer e natureza. O parque dispõe de pistas de caminhada, áreas de descanso e espaços para práticas esportivas.
Possui vizinhos abastados, como o distrito do Morumbi e a região dos Jardins. Hoje em dia o Itaim Bibi é considerado um bairro nobre, sendo classificado pelo CRECI como "Zona de Valor A", assim como outras áreas privilegiadas da cidade. Apresenta sedes de empresas, tais como: Morgan Stanley, Google, Facebook, entre outras. Em 2024 em um ranking feito pelo jornal O Estado de São Paulo o bairro apresentava uma rua entre os 10 maiores metros quadrados do país: Rua Jorge Coelho (R$ 46.193) - 4° lugar, além de uma via para aluguel de imóveis: Rua Jucurici (R$ 160,00) - 7° lugar. Apresenta pontos de importância, como: o Teatro Décio de Almeida Prado, Casa Bandeirista, Paróquia Santa Teresa de Jesus, a Rua João Cachoeira (centro de compras a céu aberto).